# Ma part du gâteau
Ma part du gâteau is een Franse film van Cédric Klapisch die uitgebracht werd in 2011.

## Samenvatting
France, een moeder met drie dochters, is werkloos want de fabriek in Duinkerke waar ze tot voor kort werkte heeft haar deuren gesloten.
Ze denkt in Parijs meer kans op werk te vinden en volgt er een opleiding tot werkster. Vervolgens krijgt ze een baan bij Steve, een succesvolle Franse beursmakelaar. Hij leeft in een totaal andere wereld - de zakenwijk La Défense en de City of London - dan de hare.  Haar kinderen in Duinkerke ziet ze alleen tijdens het weekend. France leert Steve's wereld geleidelijk aan kennen en raakt van hem gecharmeerd door hem. 
Op een dag laat Steve's ex-vrouw hun zoon voor een maand bij hem achter. Steve vraagt France ook de zorg voor het kind op zich te nemen. Zo begint ook hij haar op te merken. Maar France ontdekt dat haar aantrekkelijke en aardige werkgever deels verantwoordelijk is voor de sluiting van het bedrijf waar ze werkte, en tijdens een gezamenlijke vakantie in Londen kidnapt ze het kind.

## Rolverdeling
- Karin Viard: France
- Gilles Lellouche: 'Steve' (Stéphane)
- Audrey Lamy: Josy
- Jean-Pierre Martins: JP
- Zinedine Soualem: Ahmed
- Raphaële Godin: Mélody
- Marine Vacth: Tessa
- Tim Pigott-Smith: mijnheer Brown
- Lunis Sakji: Alban
- Fred Ulysse: de vader van France
- Xavier Mathieu: André, de vakbondsafgevaardigde